# Aziatische marmeralk
De Aziatische marmeralk (Brachyramphus perdix) is een vogel uit de familie alken (Alcidae).

## Verspreiding en leefgebied
Deze soort komt voor van Kamtsjatka en de Zee van Ochotsk tot Hokkaido.

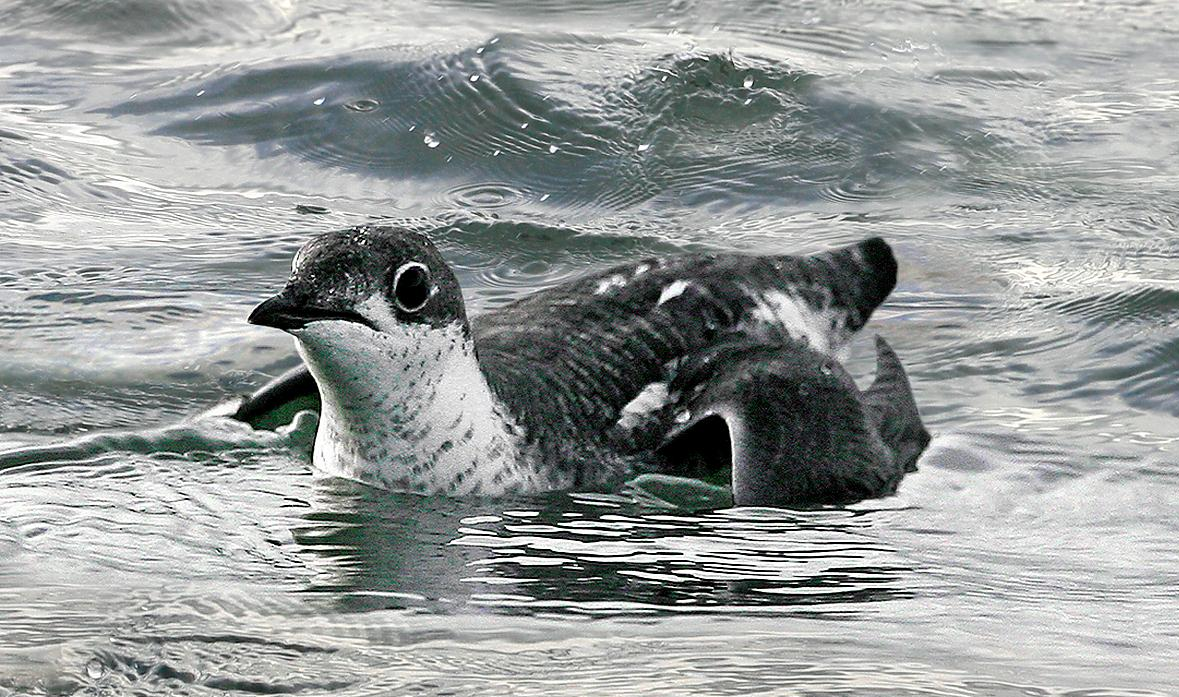
Afbeelding uit The Crossley ID Guide Eastern Birds